# هرج‌ومرج: سرگرمی نامحدود
هرج و مرج: سرگرمی نامحدود (به هندی: Golmaal: Fun Unlimited) یا گولمال فیلمی محصول سال ۲۰۰۶ و به کارگردانی روهیت شتی است. این فیلم به عنوان یکی از بهترین و پرطرفدارترین فیلم‌های طنز هندی شناخته می‌شود که از یک سبک کمدی خاص در آن استفاده شده است. در این فیلم بازیگرانی همچون اجی دیوگن، آرشاد وارسی، توشار کاپور، شارمان جوشی، ریمی سن، پارش راوال، سوشمیتا موکرجی ایفای نقش کرده‌اند. این فیلم نقدهای متفاوت و مثبت از سوی منتقدان دریافت کرد و از نظر تجاری موفق بود و ۴۶۷.۳ میلیون روپیه در سراسر جهان در مقابل بودجه ۱۵۰ میلیون روپیه فروخت. 

خلاصه:چهار دوست بدهی بالا میاورند برای فرار از دست طلبکاران راهی خانه ای می شوند که صاحبانش نابینا هستند و... •